# Ischioloncha
Genre
Ischioloncha est un genre de Coléoptères de la famille des Cerambycidae, comprenant six espèces originaires des Amériques.

## Liste des espèces
Selon GBIF (23 juin 2021) :
- Ischioloncha columbiana Breuning, 1956
- Ischioloncha lanei (Prosen, 1957)
- Ischioloncha lineata Bates, 1885
- Ischioloncha rondonia Martins & Galileo, 2003
- Ischioloncha strandiella Breuning, 1942
- Ischioloncha wollastonii Thomson, 1860

## Systématique
Le nom scientifique de ce taxon est Ischioloncha, choisi en 1860 par l'entomologiste franco-américain James Thomson.
Le genre Merocentrum Lane, 1939 est synonyme de Ischioloncha selon GBIF (23 juin 2021).